# Kankandi
Kankandi este o comună rurală din departamentul Boboye, regiunea Dosso, Niger, cu o populație de 11.307 locuitori (2001).